# Màquina eina

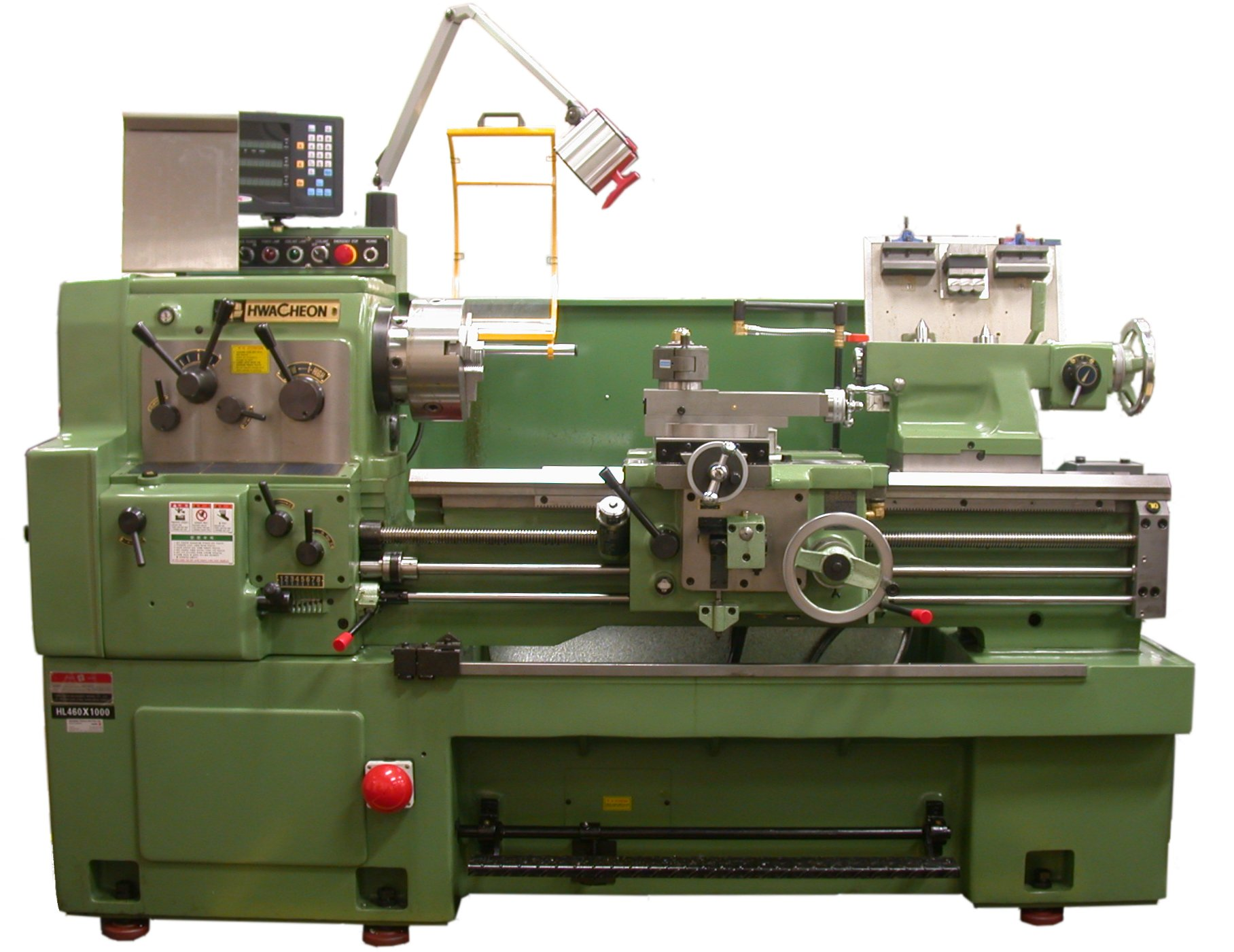
Un torn és una màquina eina.

Una màquina eina és un tipus de màquina que es fa servir per donar forma a materials sòlids, usualment metalls. Acostumen a ser màquines estacionàries. La conformació de la peça es fa per l'eliminació d'una part del material inicial, tot i que força autors també consideren màquines eina les màquines que canvien la forma o el volum de peces sense disminuir la quantitat de material, com ho són les d'embotició o forja (com ara premses, plegadores, corbadores...).
Les parts que constitueixen una màquina eina desenvolupa, cadascuna d'elles, una funció especifica i concreta:
- L'estructura. Sèrie d'elements units entre ells, que serveixen de suport dels mecanismes de la màquina.
- Els mecanismes. Conjunt de peces que acoblades entre elles, transmeten, regulen o modifiquen l'energia i les forces que actuen en una màquina.

Els tipus de moviments que generalment pot realitzar són semblants als que podem fer amb les mans i els braços en efectuar un treball:
- Moviment rectilini. És el que fa un objecte en aplicar-li una força que obliga a desplaçar-se descrivint una trajectòria en línia recta, tant en sentit horitzontal com en vertical.[2]
- Moviment curvilini. És el que representa un objecte en aplicar-li una força que fa que es desplaci descrivint una trajectòria corba.
- Moviment alternatiu. És aquell que es fa en la mateixa direcció i canviant de sentit de manera alternativa, és a dir, que té una trajectòria diferent.

## Història
Les màquines eines modernes daten de 1775, any en el qual l'inventor britànic John Wilkinson va construir una perforadora horitzontal que permetia aconseguir superfícies cilíndriques interiors. Cap a 1794 Henry Maudslay va desenvolupar el primer torn mecànic. Més endavant, Joseph Whitworth va accelerar l'expansió de les màquines de Wilkinson i de Maudslay en desenvolupar diversos instruments que permetien una precisió d'una milionèsima de polzada (25 milionèsimes de mil·límetre). Els seus treballs van tenir gran rellevància, ja que es necessitaven mètodes precisos de mesura per a la fabricació de productes fets amb peces intercanviables.
Les primeres proves de fabricació de peces intercanviables es van donar al mateix temps a Europa i als Estats Units. Aquests experiments es basaven en l'ús de calibres de catalogació, amb els quals les peces es podien classificar en dimensions pràcticament idèntiques. El primer sistema de veritable producció en sèrie va ser creat per l'inventor nord-americà Eli Whitney, qui va aconseguir, el 1798, un contracte del govern per produir 10.000 pistoles fetes amb peces intercanviables.
Durant el segle xix es va aconseguir un grau de precisió relativament alt en torns, planejadores, polidores, serres, fresadores i perforadores. La utilització d'aquestes màquines es va estendre a tots els països industrialitzats. Durant les albors del segle xx van aparèixer màquines eines més grans i de major precisió. A partir de 1920 aquestes màquines es van especialitzar i entre 1930 i 1950 es van desenvolupar màquines més potents i rígides que aprofitaven els nous materials de tall desenvolupats en aquell moment. Aquestes màquines especialitzades permetien fabricar productes estandarditzats amb un cost baix, utilitzant mà d'obra sense qualificació especial. No obstant això, mancaven de flexibilitat i no es podien emprar per a diversos productes ni per a variacions en els estàndards de fabricació. Per solucionar aquest problema, els enginyers s'han dedicat durant les últimes dècades a dissenyar màquines eines molt versàtils i precises, controlades per ordinadors o computadores anomenades màquines de control numèric, que permeten fabricar de forma barata productes amb formes complexes. Aquestes noves màquines s'apliquen avui en tots els camps.

## Màquines eina convencionals amb generació de ferritja
Aquesta selecció de màquines eines bàsiques mostra diversos mètodes per donar forma a una peça mitjançant arrencament de material per eliminació de ferritja. El tipus de tasca i el material a conformar determina l'eina emprada. Per exemple, si partim d'un cilindre per obtenir a una peça de revolució, cal utilitzar un torn; mentre que per fer una taula de cuina s'usaria una planejadora. Per usar les màquines eina, bé la peça (com en el cas de la majoria de fresadores) o bé l'eina (com en el cas de la majoria de torns) han de romandre estacionàries. Dins de les màquines eina convencionals amb generació de ferritja n'hi ha de dos tipus:

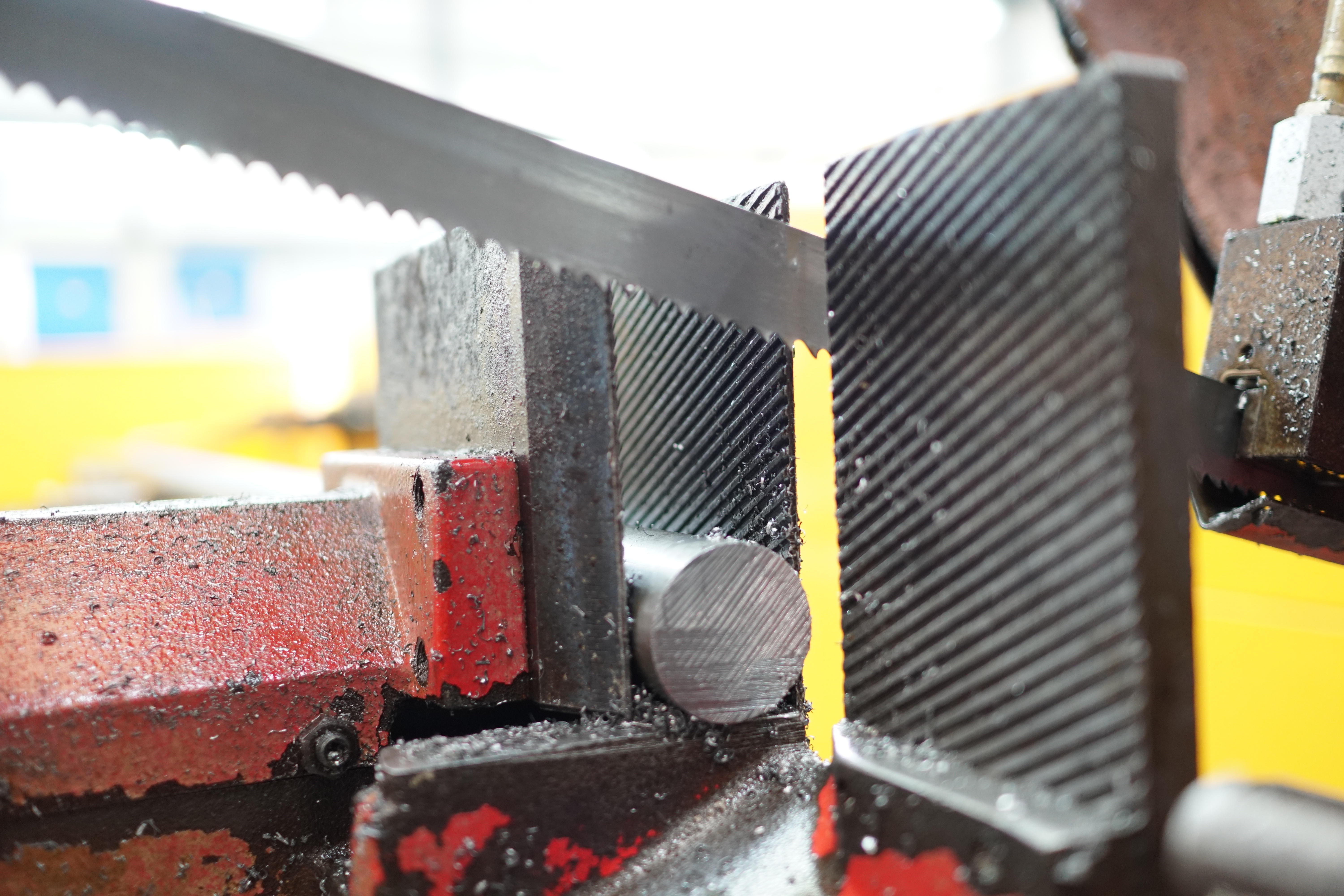
Serra de cinta.

Les de rotació (de la eina o bé de la peça):
1. Torn, de les màquines eina més antigues. Treballa fent girar la peça i amb una eina estàtica arranca material per donar a la peça la forma desitjada. Hi ha diferents tipus de torns, com el paral·lel, el copiador, el de revòlver, l'automàtic, el vertical i el CNC (control numèric)[6]
2. Fresadora, en aquesta màquina eina el que gira es la eina, anomenada fresa, i la peça es queda fixada a una bancada que es mou en les tres direccions, els eixos X, Y i Z, amb la finalitat d'apropar la peça a la fresa. Aquesta s'utilitza principalment per a fer superfícies llises o amb una forma concreta. Avui en dia hi ha freses que en lloc de moure la peça i la bancada en les tres direccions, el que fan es moure la fresa. Hi ha diferents classificacions dins de les fresadores, segons l'orientació de la eina, segons el número d'eixos, fresadores especials.[7]
3. Trepant, com el torn, és una de les màquines eina més antigues. La seva finalitat es fer forats, la peça no es mou, i el que es mou és la eina, que normalment sol ser una broca, que donades les seves dimensions determinarà les del forat. Hi ha diferents tipus de trepants com els de sobretaula, els sensitives, els de columnes, esl radials, els de torreta, els de clavegueres múltiples...
4. Polidora, maquina eina que mitjançant paper de vidre en moviment desbasta o afina les superfícies dels materials com a acabat final o tractament prèvia a un altre procés com podria ser pintar.

Les de vaivé:
1. Planejadora, maquina eina la seva finalitat és elaborar superfícies planes, canals o algunes altres formes geomètriques en les peces, la única restricció és que les peces han de ser planes. De planejadores n'hi ha de 5 tipus, la de tipus biela, la de colze hidràulic, la de taula, la vertical i la horitzontal.
2. Serra (eina), és una màquina eina que té com a finalitat tallar diferents tipus de materials. N'hi ha de molts tipus i molt variades. Hi ha serres que no són considerades maquina eina.
3. Llimadora, és una màquina eina que arranca ferritja mitjançant un moviment lineal de l'eina. Hi ha quatre tipus de llimadores les llimadores ordinàries, les llimadores sense taula, les llimadores copiadores i les llimadores verticals.

## Màquines eina convencionals sense generació de ferritja
Premses
Les premses donen forma a les peces sense eliminar material, o sigui, sense produir ferritja. Una premsa consta d'un marc que sosté una bancada fixa, un pistó, una font d'energia i un mecanisme que mou el pistó en paral·lel o en angle recte pel que fa a la bancada. Les premses compten amb encunys i punxons que permeten deformar, perforar les peces. Aquestes màquines poden produir peces a gran velocitat perquè el temps que requereix cada procés és només el temps de desplaçament del pistó.

## Màquines eina no convencionals
Entre les màquines eines no convencionals es troben les màquines d'arc de plasma, les de raig làser, les de descàrrega elèctrica i les electroquímiques, ultrasòniques i de feix d'electrons. Algunes d'aquestes màquines van ser desenvolupades per donar forma a aliatges de gran duresa, els quals s'utilitzen en indústria pesant, en aplicacions aeroespacials... També s'empren per donar forma i gravar materials molt prims que s'utilitzen per fabricar components electrònics, com ara els microprocessadors.
1. Arc de plasma, s'utilitza gas a alta temperatura i alta pressió per a tallarel material.
2. Làser, s'utilitza un raig làser de gran potència i precisió que talla el material vaporitzant-lo.
3. Electroerosió, és un procés a través del qual es desgasta el material mitjançant minúscules espurnes elèctriques que van fonent diminutes parts del material. N'hi ha de dos tipus, les d'elèctrodes i les de fil.
4. Mecanitzat per feix d'Electrons (EBM), utilitza electrons accelerats a tres quartes parts de la velocitat de la llum directament damunt de la peça per a generar calor i evaporar material.
5. Ultrasònica, es fa vibrar una eina a velocitats ultrasòniques (per damunt dels 20000Hz) i utilitzant un material abrasiu i aigua es realitza el mecanitzat. S'utilitza per a materials molt durs

## Control Automàtic[10]
Les màquines eina poden ser controlades manualment o per control automàtic, és a dir per NC (numerical Control). Les primeres màquines eina es controlaven a través de volants d'inèrcia per estabilitzar el seu moviment i sistemes d'engranatges molt complexos per controlar l'eina i la peça mentre es mecanitzava. Poc després de la segona guerra mundial es va desenvolupar el control numèric. Les primeres màquines eina de control numèric utilitzaven cintes perforades o targetes perforades per controlar el moviment. A la dècada dels 60 es van afegir els ordinadors a aquestes màquines eina per a donar més flexibilitat al procés. Aquestes màquines eina es van anomenar de Control Numèric per Computadora (CNC) o també Màquines Eines de Control Numèric (MHCN). Les ordres numèriques, introduïdes mitjançant un sistema informàtic, permeten automatitzar els processos de producció de diferents tipus de peces de metall en funció de les exigències tècniques.
Aquests dos tipus de màquines poden repetir les mateixes seqüències de moviment infinites vegades i de manera molt precisa, això va fer que la producció sigues tant elevada que ni els millors i més hàbils operadors no els poguessin seguir el pas.
Avui en dia les màquines eina més avançades poden, fins i tot, canviar la eina que estan utilitzant per una altra, fent així el procés molt mes ràpid i estalviant el problema de que un operari hagi de canviar la eina de la màquina eina. El pas següent va ser combinar diferents màquines eines operades per CNC, per crear centres de mecanitzat

## Exemples de Màquina Eina

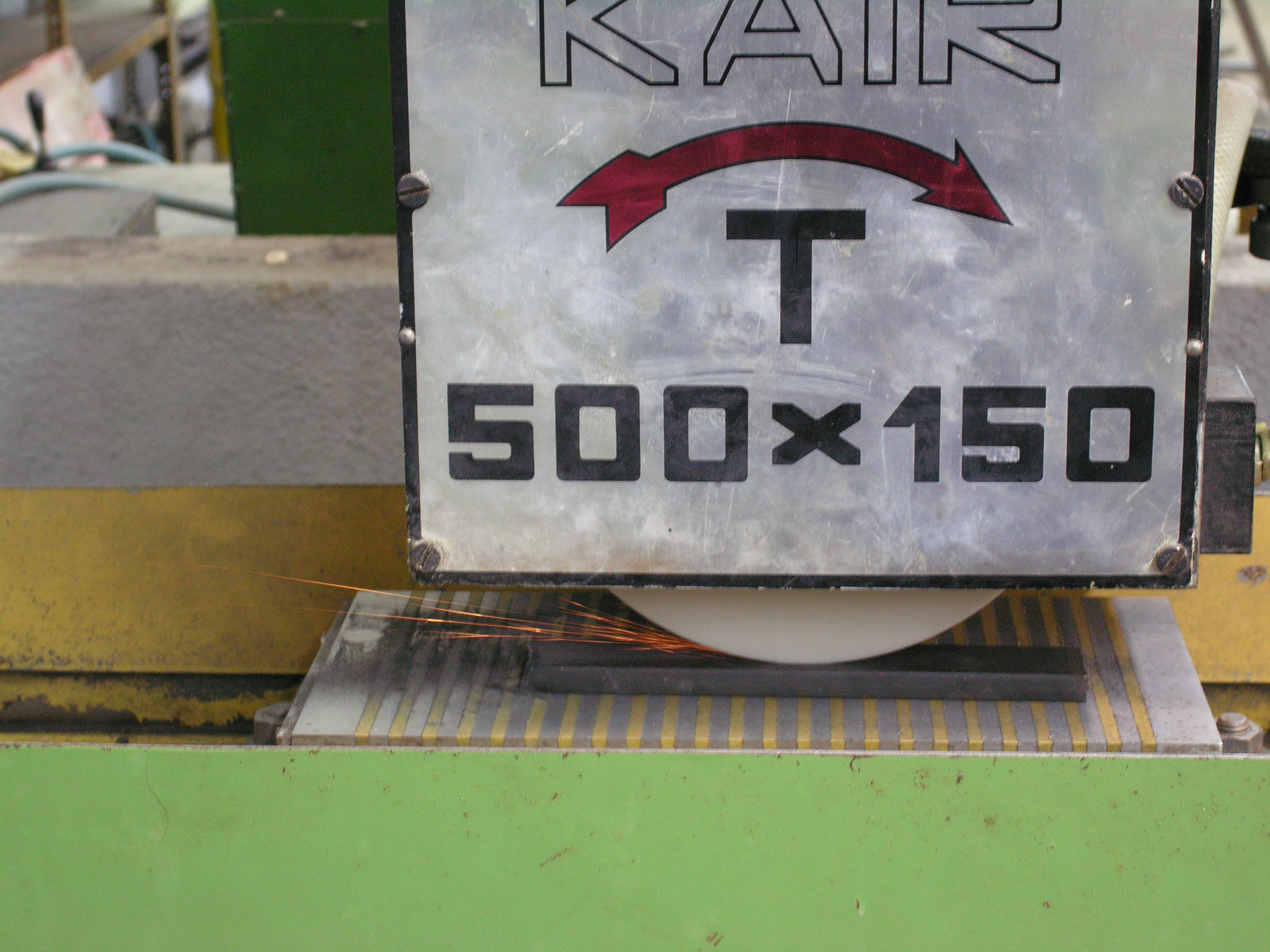
Rectificadora tangencial.